# الونا تال
الونا تال (بالعبرية: אלונה טל‏) مواليد 20 أكتوبر 1983 في هرتسليا، هي ممثلة إسرائيلية بدأت مسيرتها الفنية عام 2003.

## وصلات خارجية
- الونا تال على موقع IMDb (الإنجليزية)
- الونا تال على موقع ميتاكريتيك (الإنجليزية)
- الونا تال على موقع روتن توميتوز (الإنجليزية)
- الونا تال على موقع قاعدة بيانات الأفلام العربية
- الونا تال على موقع ألو سيني (الفرنسية)
- الونا تال على موقع تيرنر كلاسيك موفيز (الإنجليزية)
- الونا تال على موقع أول موفي (الإنجليزية)
- الونا تال على موقع قاعدة بيانات الفيلم (الإنجليزية)
- الونا تال على موقع كينوبويسك (الروسية)